# Monte Carvoeiro
Monte Carvoeiro é a zona costeira mais alta e luxuosa da vila de Carvoeiro, situada na união das freguesias de Lagoa e Carvoeiro. Tornou-se num dos locais mais privilegiados da costa algarvia, famoso pelos seus condomínios de luxo e aldeamentos turísticos. Nele se situa a Praia do Paraíso, também chamada de Praia do Monte Carvoeiro.

## História
O Monte Carvoeiro, situado na vila de Carvoeiro, foi originalmente projectado para que as suas casas possuíssem os traços característicos de uma típica vila situada a sul de Portugal. Dispõe de uma praça aprazível e pacífica com um repuxo e piscina, e está delineado por uma variadíssima escolha de restaurantes, distinguindo-se como sendo o ponto focal do desenvolvimento dos complexos hoteleiros existentes no local. Esta zona turística desfruta de uma localização pitoresca com vista panorâmica para o mar, a uma pequena distância a pé do centro da vila e da Praia do Paraíso.

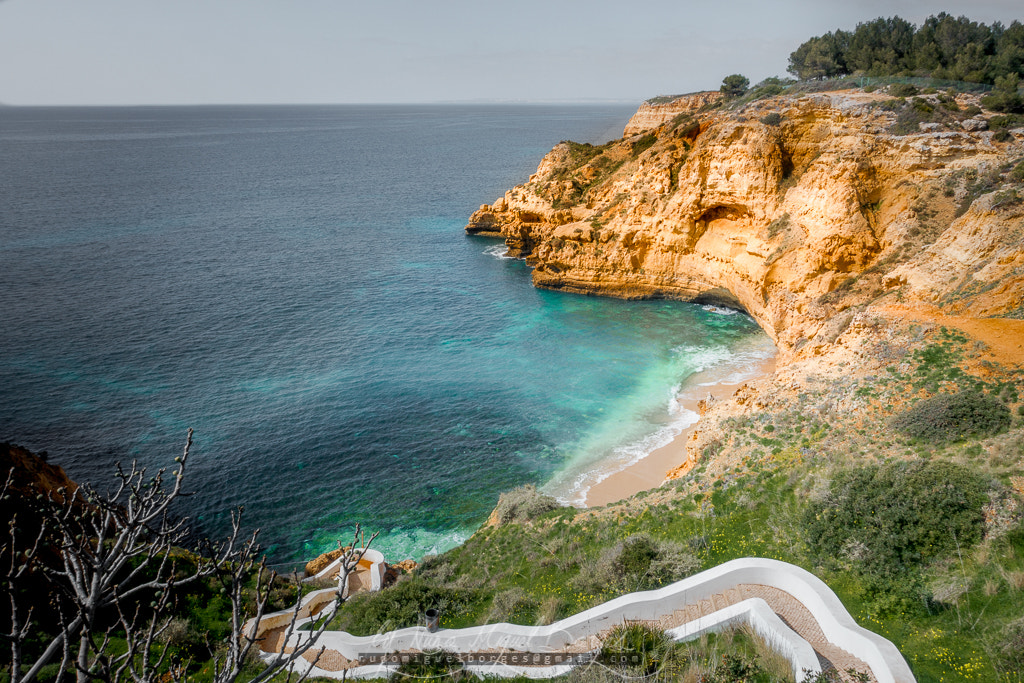
A Praia do Paraíso situada no Monte Carvoeiro.

O Monte Carvoeiro possui apartamentos, casas em banda e moradias. Nos complexos turísticos é amplamente praticado o regime de “timeshare”, ou seja, o aluguer sazonal de muitas das residências que foram recentemente e sumptuosamente redecoradas. As restantes propriedades pertencem a proprietários individuais, na sua maioria também para alugar. Dispõe, ainda, de fabulosas piscinas com água doce, um supermercado, um snack-bar e uma clínica médica.
Na proximidade existe dois excelentes campos de golfe - o Pestana Pinta & Gramacho -  e uma academia de golfe de renome David Leadbetter.
Também próximo do Monte Carvoeiro está situado o clube de ténis Carvoeiro Clube de Ténis que oferece 20 campos (duros e arenosos) e um centro de fitness com instrutores profissionais.
As receções dos complexos hoteleiros do Monte de Carvoeiro encontram-se localizadas na praça central do Monte Carvoeiro, próximas do supermercado, e estão qualificadas de forma a responder a todas as necessidades de quem lá pretende passar as férias em família.

## Galeria

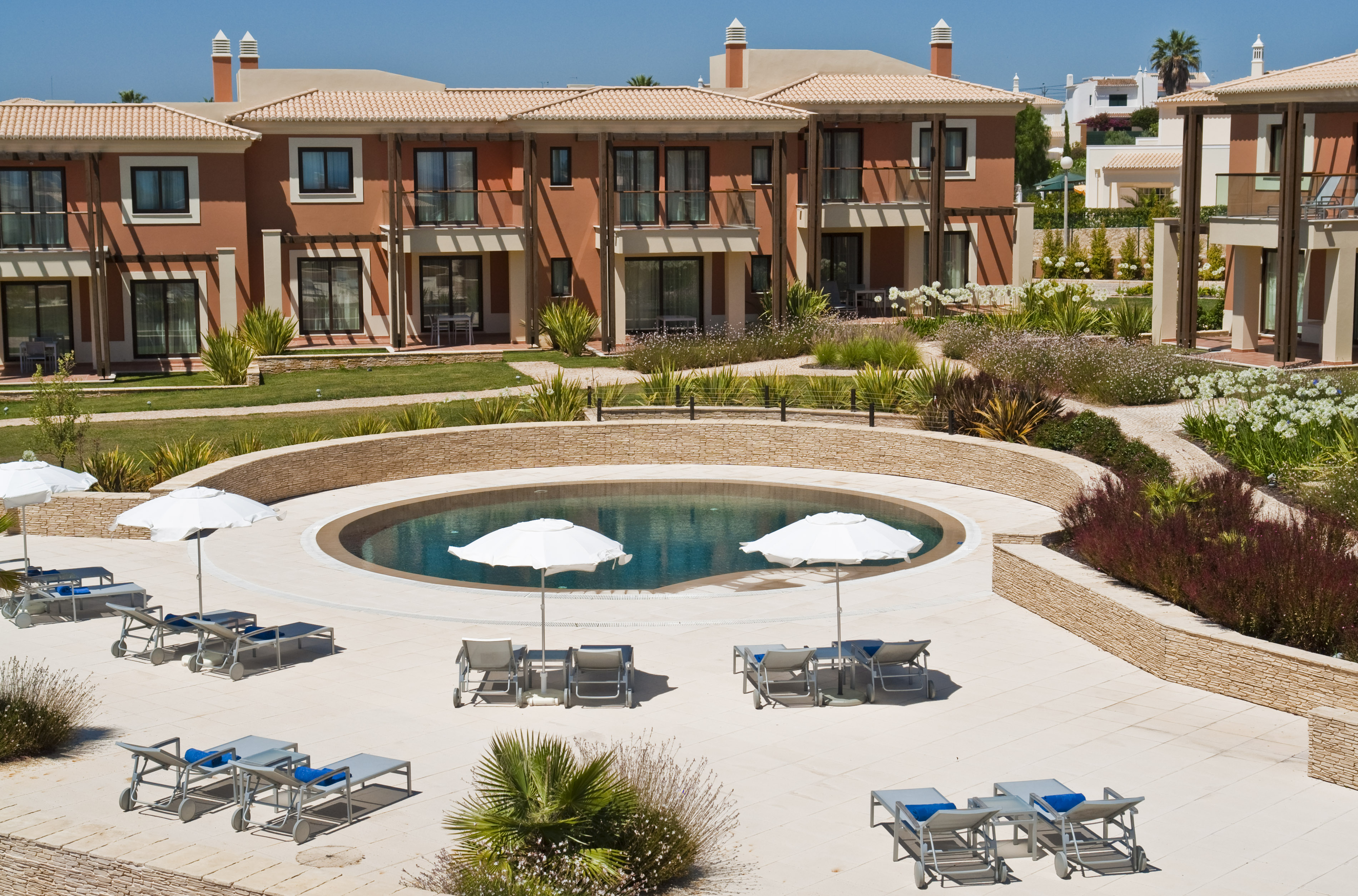
O Resort "Monte Santo" situado na zona luxuosa do Monte Carvoeiro.
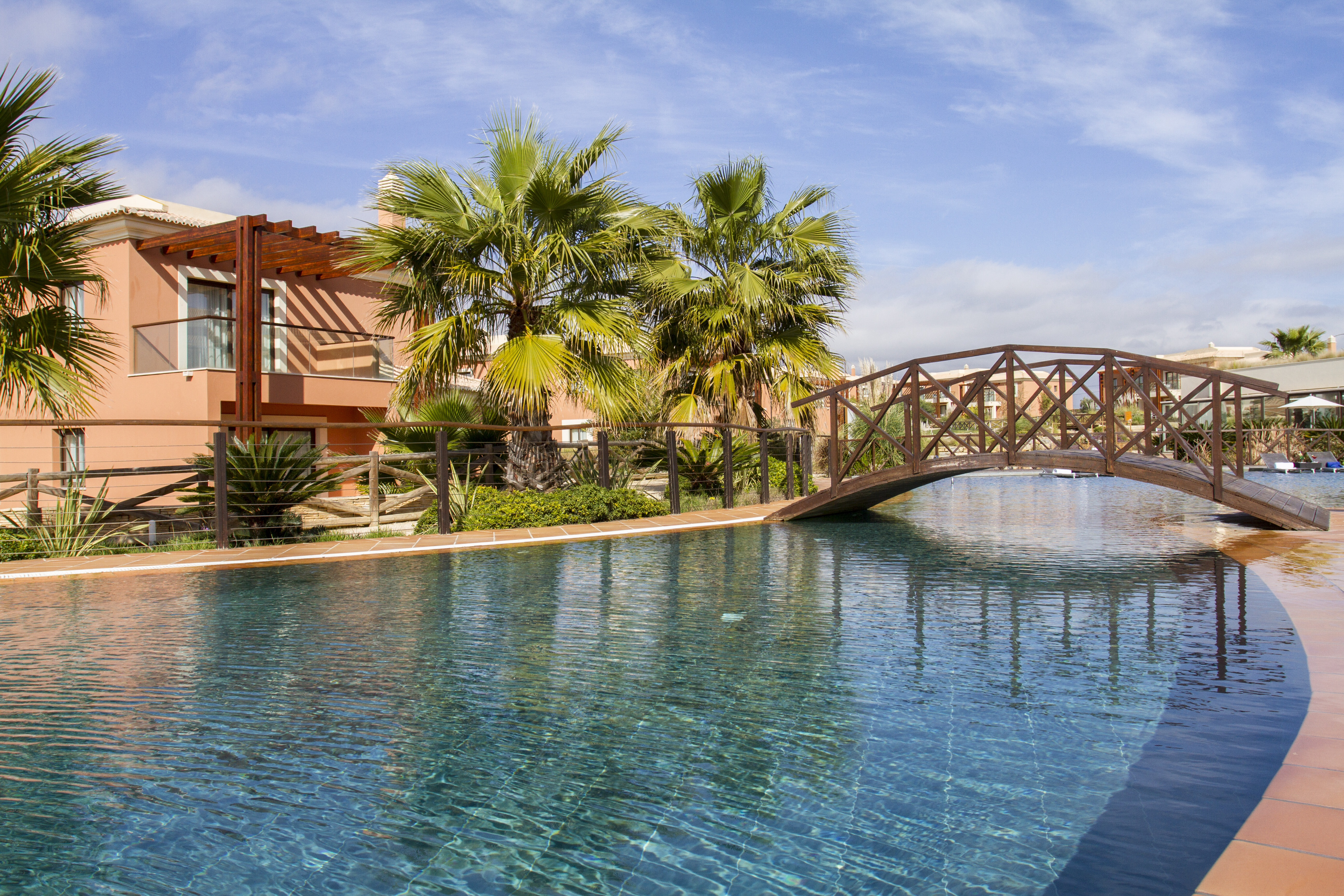
O Resort "Monte Santo" situado na zona luxuosa do Monte Carvoeiro.
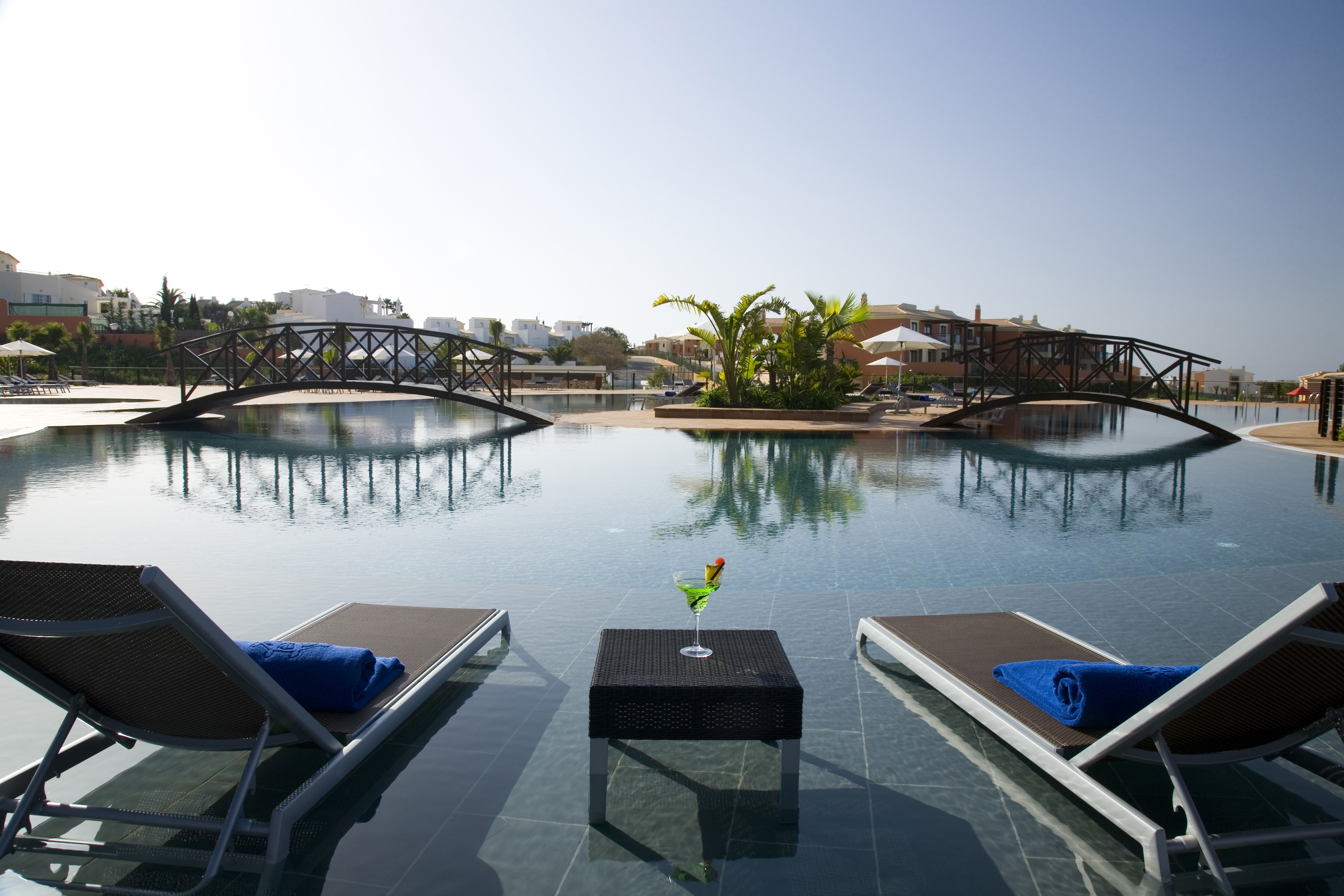
O Resort "Monte Santo" situado na zona luxuosa do Monte Carvoeiro.
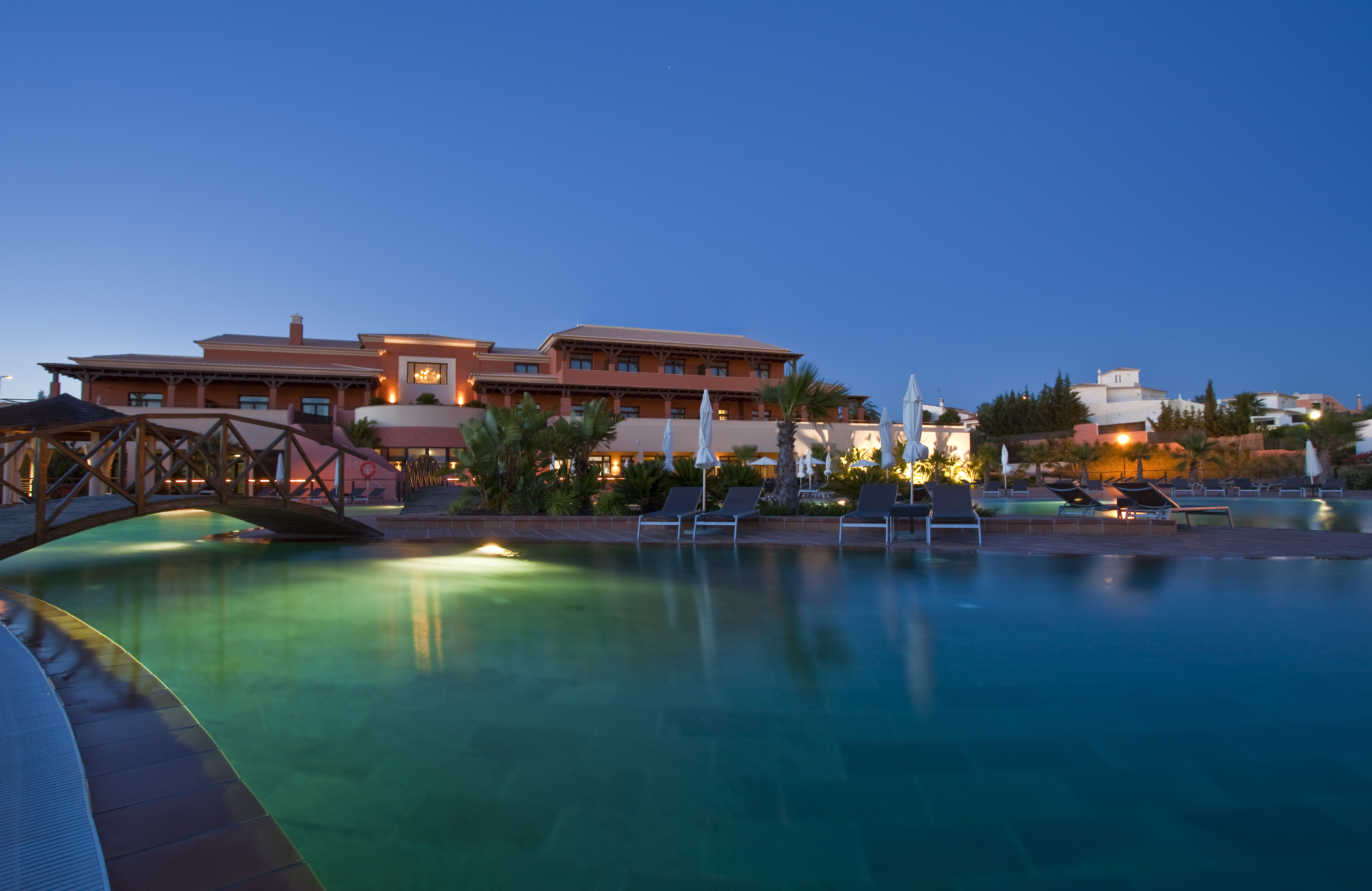
O Resort "Monte Santo" situado na zona luxuosa do Monte Carvoeiro.